# گریس ویندام گلدی
گریس ویندام گلدی (انگلیسی: Grace Wyndham Goldie؛ ۲۶ مارس ۱۹۰۰ – ۳ ژوئن ۱۹۸۶) تهیه‌کننده تلویزیونی اهل بریتانیا بود.
وی همچنین برندهٔ جوایزی همچون بفتا فلوشیپ شده‌است.

## اوایل زندگی
او در دهکده ای کوچک در غرب اسکاتلند کوهستانی متولد شد. بیشتر دوران کودکی اش در جایی که پدرش به عنوان مهندس عمران کار می‌کرد، مصر، سپری شد. وی پیش از حضور یافتن در کالج زنان چلتنهام، در مدرسه صومعه کاتولیک فرانسه تحصیل کرد.